# Coleophora acanthyllidis
Coleophora acanthyllidis é uma espécie de mariposa do gênero Coleophora pertencente à família Coleophoridae.